# Percy Wyld
Percy Wyld (* 7. Juni 1907 in Tibshelf, Derbyshire; † 3. November 1972 in Derby) war ein britischer Radrennfahrer und nationaler Meister im Radsport.

## Sportliche Laufbahn
Wyld war Teilnehmer der Olympischen Sommerspiele 1928 in Amsterdam. Mit dem britischen Vierer gewann er gemeinsam mit Lew Wyld, Harry Wyld und Monty Southall die Bronzemedaille in der Mannschaftsverfolgung. Mit dem Radsport hatte er 1924 begonnen. Er gewann mehr als 200 Rennen, davon viele regionale Meistertitel in Zeitfahrwettbewerben. 1928 gewann er bei den Meisterschaften des Verbandes N.C.U. mit seinen drei Brüdern Lew, Percy und Ronald die Mannschaftsverfolgung. Wyld spielte auch Radpolo und war Kapitän der britischen Nationalmannschaft.

## Familiäres
Neben seinen drei Brüdern war auch sein Vater Radrennfahrer.